# La Chapelle-du-Bourgay
La Chapelle-du-Bourgay è un comune francese di 129 abitanti situato nel dipartimento della Senna Marittima nella regione della Normandia.

## Società

### Evoluzione demografica
Abitanti censiti